# Antonio Šančić
Antonio Šančić, né le 23 novembre 1988 à Brežice, est un joueur de tennis croate, professionnel entre 2008 et 2022.

## Carrière
Spécialiste de double, il a atteint la finale de trois tournois sur le circtuit ATP et remporté 18 tournois sur le circuit Challenger.
En Grand Chelem, il a atteint les huitièmes de finale du tournoi de Wimbledon 2017 avec Hugo Nys.

## Palmarès

### Titre en double messieurs
Aucun

### Finales en double messieurs
| No | Date       | Nom et lieu du tournoi                                       | Catégorie | Dotation  | Surface      | Vainqueurs                  | Partenaire     | Score             |          |
| -- | ---------- | ------------------------------------------------------------ | --------- | --------- | ------------ | --------------------------- | -------------- | ----------------- | -------- |
| 1  | 18-07-2016 | Konzum Croatia Open Umag Umag                                | ATP 250   | 463 520 € | Terre (ext.) | Martin Kližan David Marrero | Nikola Mektić  | 6-4, 6-2          | Parcours |
| 2  | 16-10-2017 | VTB Kremlin Cup Moscou                                       | ATP 250   | 745 940 $ | Dur (int.)   | Max Mirnyi Philipp Oswald   | Damir Džumhur  | 6-3, 7-5          | Parcours |
| 3  | 09-04-2018 | Fayez Sarofim & Co. US Men's Clay Court Championship Houston | ATP 250   | 557 050 $ | Terre (ext.) | Max Mirnyi Philipp Oswald   | Andre Begemann | 62-7, 6-4, [11-9] | Parcours |

## Parcours dans les tournois duGrand Chelem

### En double
| Année | Open d'Australie | Open d'Australie | Internationaux de France    | Internationaux de France | Wimbledon                    | Wimbledon              | US Open                       | US Open                 |
| ----- | ---------------- | ---------------- | --------------------------- | ------------------------ | ---------------------------- | ---------------------- | ----------------------------- | ----------------------- |
| 2017  | —                | —                | —                           | —                        | 1/8 de finale Hugo Nys       | H. Kontinen John Peers | —                             | —                       |
| 2018  | —                | —                | 1er tour (1/32) A. Begemann | W. Koolhof Artem Sitak   | 2e tour (1/16) A. Vasilevski | R. Haase R. Lindstedt  | 1er tour (1/32) Sander Arends | J.-J. Rojer Horia Tecău |

N.B. : le nom du partenaire se trouve sous le résultat ; le nom des ultimes adversaires se trouve à droite.

## Classement ATP en fin de saison
| Année          | 2006 | 2007 | 2008 | 2009 | 2010 | 2011 | 2012 | 2013 | 2014 | 2015 | 2016 | 2017 | 2018 | 2019 | 2020 | 2021 | 2022 |
| Rang en double | 998  | 1224 | 553  | 883  | 950  | 1005 | -    | 726  | 239  | 97   | 78   | 79   | 105  | 128  | 135  | 136  | 340  |

Source : (en) Classements de Antonio Šančić sur le site officiel de la Fédération internationale de tennis